# Belgian International 2017
Das Belgian International 2017 im Badminton fand vom 13. bis zum 16. September 2017 in Leuven statt.

## Sieger und Platzierte
| Disziplin    | Gold                             | Silber                        | Bronze                             |
| ------------ | -------------------------------- | ----------------------------- | ---------------------------------- |
| Herreneinzel | Kento Momota                     | Lee Cheuk Yiu                 | Nhat Nguyen                        |
| Herreneinzel | Kento Momota                     | Lee Cheuk Yiu                 | Iskandar Zulkarnain Zainuddin      |
| Dameneinzel  | Beatriz Corrales                 | Qi Xuefei                     | Soraya de Visch Eijbergen          |
| Dameneinzel  | Beatriz Corrales                 | Qi Xuefei                     | Julie Dawall Jakobsen              |
| Herrendoppel | Frederik Colberg Rasmus Fladberg | Peter Briggs Tom Wolfenden    | Kasper Antonsen Niclas Nøhr        |
| Herrendoppel | Frederik Colberg Rasmus Fladberg | Peter Briggs Tom Wolfenden    | Mathias Bay-Smidt Frederik Søgaard |
| Damendoppel  | Selena Piek Cheryl Seinen        | Debora Jille Imke van der Aar | Delphine Delrue Léa Palermo        |
| Damendoppel  | Selena Piek Cheryl Seinen        | Debora Jille Imke van der Aar | Chloe Birch Jessica Pugh           |
| Mixed        | Jacco Arends Selena Piek         | Scott Evans Amanda Högström   | Ronan Labar Audrey Fontaine        |
| Mixed        | Jacco Arends Selena Piek         | Scott Evans Amanda Högström   | Mikkel Mikkelsen Mai Surrow        |